# 행복한 모스크바
《행복한 모스크바》(Счастливая Москва)는 안드레이 플라토노프의 소설이다.

## 작품 소개
이 작품의 주인공 ‘모스크바 체스노바’는 어떤 사회적 제약으로도 가둘 수 없는 인간의 본능과 자유의지를 상징한다. 그녀는 매순간 자신이 가장 원하는 것을 행동으로 옮긴다. 플라토노프는 ‘논리적인’ 스토리라인을 사용하지 않고 종종 열린 결말의 형태를 취하는데 ≪행복한 모스크바≫ 역시 그렇다. 삶을 시간적 제약으로부터 자유로울 수 없는 일시적이며 가시적인 현상으로 받아들이지 않고, 현실과 이상 간에 존재하는 간극을 지속적으로 극복해 가는 과정으로 파악하려 했던 플라토노프적 사고의 반영인 것이다. 세계 속에서 인간은 어떤 식으로 자기 자신의 위치를 규정할 것인가. 나와 세계, 자연, 타인을 하나로 엮어줄 근거는 어디에 있는가.

## 서지 정보
- 송정수 역, 2009년, 지식을만드는지식[깨진 링크(과거 내용 찾기)] ISBN 978-89-6406-373-6